# Tom Bosworth
Thomas „Tom” Bosworth (ur. 17 stycznia 1990 w Sevenoaks) – brytyjski lekkoatleta specjalizujący się w chodzie sportowym.
Jedenasty chodziarz igrzysk Wspólnoty Narodów w Nowym Delhi (2010). W 2014 zajął 12. miejsce na mistrzostwach Europy, a rok później był 24. podczas mistrzostw świata w Pekinie. Szósty chodziarz igrzysk olimpijskich w Rio de Janeiro (2016).
Wielokrotny złoty medalista mistrzostw Wielkiej Brytanii oraz reprezentant kraju w pucharze świata i Europy w chodzie.
W październiku 2015 udzielił wywiadu stacji BBC, w którym dokonał coming outu jako gej.
Rekord życiowy w chodzie na 20 kilometrów: 1:19:38 (8 kwietnia 2018, Gold Coast). Wynik ten jest aktualnym rekordem Wielkiej Brytanii.

## Osiągnięcia
| Rok  | Impreza                                | Miejsce        | Konkurencja              | Lokata      | Wynik    | Reprezentacja |
| ---- | -------------------------------------- | -------------- | ------------------------ | ----------- | -------- | ------------- |
| 2009 | Puchar Europy w chodzie sportowym      | Metz           | chód na 10 km (juniorów) | 39. miejsce | 52:01    | GBR           |
| 2010 | Igrzyska Wspólnoty Narodów             | Nowe Delhi     | chód na 20 km            | 11. miejsce | 1:30:44  | ENG           |
| 2011 | Puchar Europy w chodzie sportowym      | Olhão          | chód na 20 km            | 28. miejsce | 1:32:48  | GBR           |
| 2012 | Puchar świata w chodzie sportowym      | Sarańsk        | chód na 20 km            | 69. miejsce | 1:28:45  | GBR           |
| 2013 | Puchar Europy w chodzie sportowym      | Dudince        | chód na 20 km            | 31. miejsce | 1:27:34  | GBR           |
| 2014 | Puchar świata w chodzie sportowym      | Taicang        | chód na 20 km            | 43. miejsce | 1:22:53  | GBR           |
| 2014 | Mistrzostwa Europy                     | Zurych         | chód na 20 km            | 12. miejsce | 1:23:17  | GBR           |
| 2015 | Puchar Europy w chodzie sportowym      | Murcja         | chód na 20 km            | 16. miejsce | 1:23:54  | GBR           |
| 2015 | Mistrzostwa świata                     | Pekin          | chód na 20 km            | 24. miejsce | 1:23:58  | GBR           |
| 2016 | Drużynowe mistrzostwa świata w chodzie | Rzym           | chód na 20 km            | 34. miejsce | 1:22:55  | GBR           |
| 2016 | Igrzyska olimpijskie                   | Rio de Janeiro | chód na 20 km            | 6. miejsce  | 1:20:13  | GBR           |
| 2017 | Puchar Europy w chodzie                | Podiebrady     | chód na 20 km            | 4. miejsce  | 1:21:21  | GBR           |
| 2017 | Mistrzostwa świata                     | Londyn         | chód na 20 km            | –           | DQ       | GBR           |
| 2018 | Igrzyska Wspólnoty Narodów             | Gold Coast     | chód na 20 km            | 2. miejsce  | 1:19:38  | ENG           |
| 2018 | Drużynowe mistrzostwa świata w chodzie | Taicang        | chód na 20 km            | –           | 1:23:54  | GBR           |
| 2018 | Mistrzostwa Europy                     | Berlin         | chód na 20 km            | 7. miejsce  | 1:21:31  | GBR           |
| 2019 | Mistrzostwa świata                     | Doha           | chód na 20 km            | 7. miejsce  | 1:29:34  | GBR           |
| 2021 | Igrzyska olimpijskie                   | Tokio          | chód na 20 km            | 25. miejsce | 1:25:57  | GBR           |
| 2022 | Igrzyska Wspólnoty Narodów             | Birmingham     | chód na 10 km            | 7. miejsce  | 40:58,64 | ENG           |